# Riviera (Tessin)

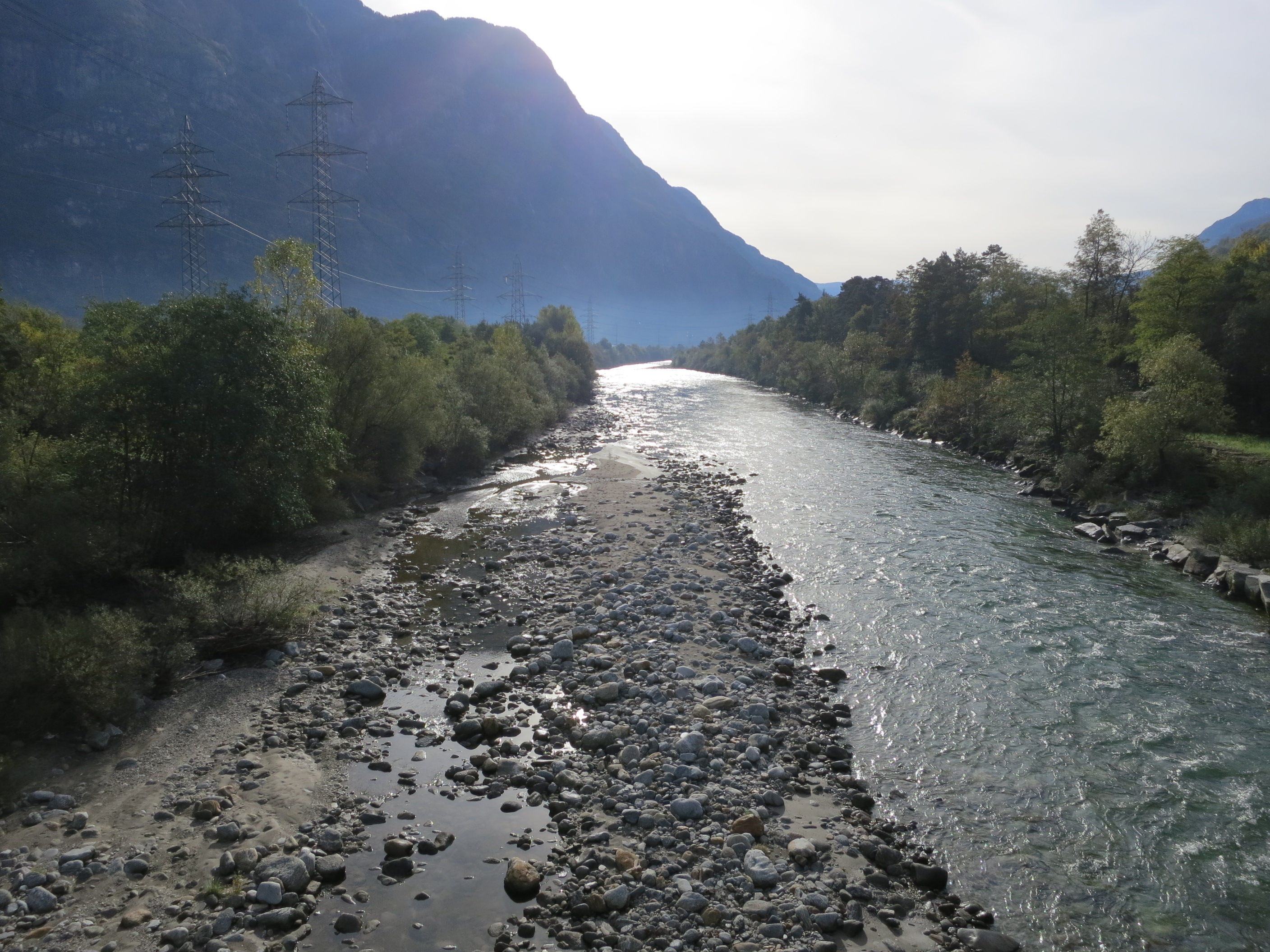
Ticino bei Biasca

Die Riviera ist ein Talabschnitt des Flusses Ticino, das sich im Kanton Tessin in der Schweiz von Biasca bis nach Bellinzona erstreckt. Es verläuft in Nord-Süd-Richtung und ist rund 15 Kilometer lang.

## Geographie

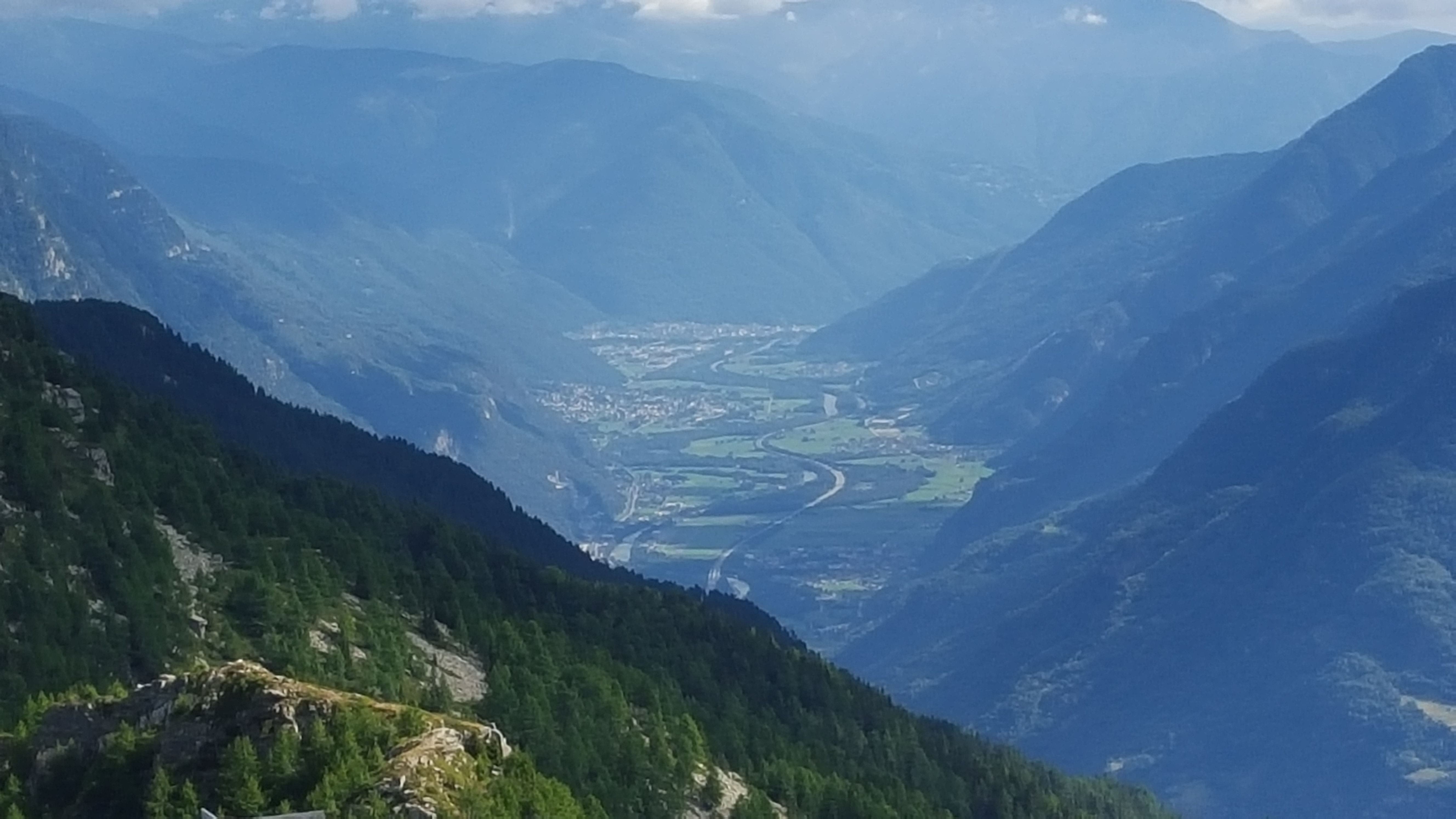
Blick ins Tal von Norden

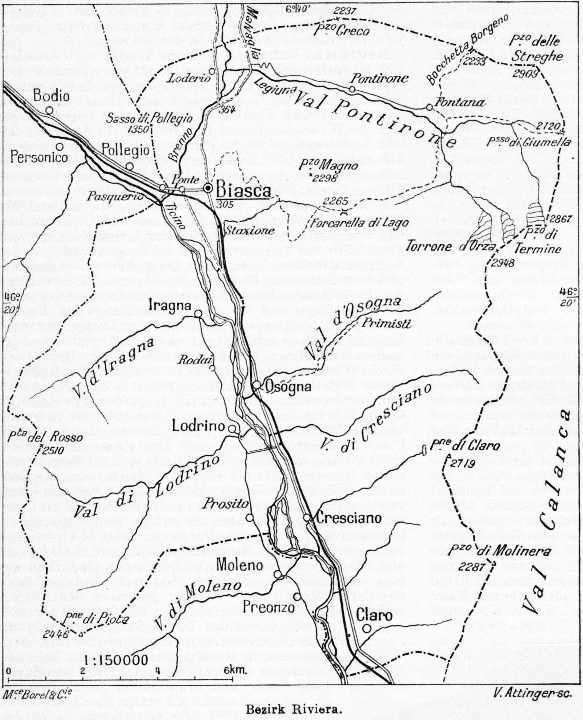
Karte der Region von 1906

Werner Friedli: Rivieratal, historisches Luftbild (1946)

Die Riviera wird vom Fluss Ticino durchflossen. Die Gegend weist fast ausschliesslich die Flora des Südens auf. Die Region der Riviera ist nicht genau definiert, umfasst aber wohl neben dem politischen Bezirk Riviera mit den Gemeinden Biasca und Riviera TI auch noch Gebiete des Bezirks Bellinzona wie die Dörfer Claro TI, das bis 2017 zum Bezirk Riviera gehörte, sowie Moleno, Preonzo und Gnosca im unteren Teil des Tals.
Zur Zeit der Alten Eidgenossenschaft wurde das Gebiet auf Deutsch mit Reffier bezeichnet.
Das Tal ist geprägt von den alpenquerenden Verkehrsverbindungen, der Gotthardbahn und der Autobahn A2. Im Gegensatz zu vielen anderen Regionen des Tessin sind die steilen Berghänge unbesiedelt. Im Westen erheben sich die CIma di Bri (2520 m ü. M.) und der Poncione Rosso (2506 m ü. M.), im Osten der Torent Alto (2952 m ü. M.) und der Pizzo di Claro (2727 m ü. M.). Der Talboden liegt auf rund 250–300 m ü. M.
Flussaufwärts im Norden liegen die Leventina und das Valle di Blenio, weiter im Süden öffnen sich die Berge nach Bellinzona zur Magadinoebene. Im Osten der Riviera liegt das Calancatal, im Westen das Verzascatal.

## Geschichte
Durch Testament von 948 vermachte der Bischof Atto von Vercelli die drei zu seinem Eigengut (Allod) gehörenden ambrosianischen Täler dem Mailänder Domkapitel und legte damit den Grund zu der geistlichen und weltlichen Herrschaft der Domherren über die Leventina, Blenio und Riviera.

## Persönlichkeiten
- Johann Peregrin von Beroldingen (* um 1615 in Altdorf UR; † nach 1679, vermutlich in Frankreich), Landmann von Uri. Sohn des Johann Caspar, Landeshauptmanns, er war Besitzer einer Kompanie in spanischen Diensten, brach mit der Familientradition und schloss sich der französischen Partei an; 1660–1661 Landvogt der Riviera, 1662 Kommissar zu Bellinzona.[3]